# Beethovens tvåa
Beethovens tvåa (originaltitel: Beethoven's 2nd) är en amerikansk komedi från 1993 i regi av Rod Daniel med Charles Grodin och Bonnie Hunt i huvudrollerna. Filmen hade Sverigepremiär den 25 mars 1994.

## Handling
Beethoven möter den söta Missy, en sanktbernhardstik, vars ägare Regina är ute efter att få 50 000 dollar i sin skilsmässa. Regina har behållit vårdnaden om Missy för att tvinga hennes före detta make att betala. Men med Beethovens hjälp lyckas Missy fly från Reginas lägenhet och hamnar hemma hos familjen Newton, vilket pappan, George, inte alls har nåt samtycke för. När Regina upptäcker att Missy har fyra valpar försöker hon att göra sig av med dem genom att dränka dem och bara behålla Missy, men när en vaktmästare talar om för Regina att hon kan sälja valparna och tjäna stora pengar på dem vill hon behålla dem. Problemet nu är bara att barnen i familjen Newton har tagit hand om alla fyra valparna.

## Om filmen
Filmen är bland annat inspelad i South Pasadena och Los Angeles i Kalifornien samt i Glacier nationalpark i Montana. Filmserien har sen fått ytterligare fyra stycken uppföljare, dessa har dock inte haft några större framgångar. Filmen ledmotiv "The Day I Fall in Love" framförs av James Ingram och Dolly Parton och blev Oscarsnominerad för Bästa Sång

## Rollista (urval)
- Charles Grodin - George Newton
- Bonnie Hunt - Alice Newton
- Nicholle Tom - Ryce Newton
- Christopher Castile - Ted Newton
- Sarah Rose Karr - Emily Newton
- Debi Mazar - Regina
- Chris Penn - Floyd